# Stolt herr Alf

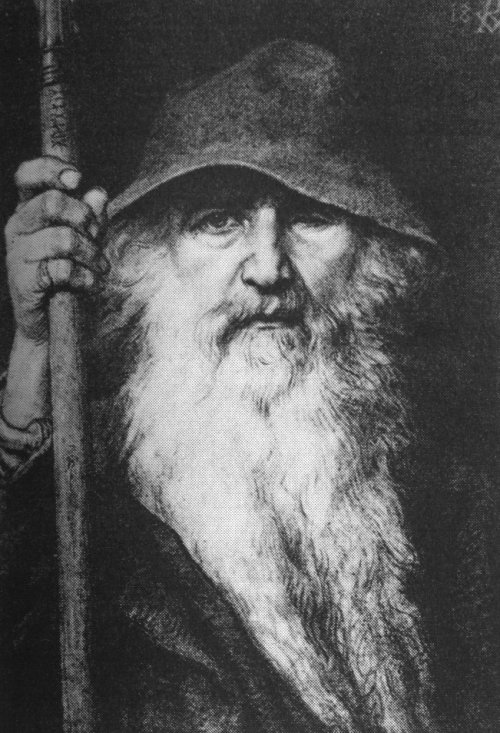
I denna medeltida ballad giver Oden råd om hur man på ett säkert sätt kan göra sig av med en illa omtyckt fiende. En välkänd teckning av Oden från 1886, utförd av Georg von Rosen.

"Stolt Herr Alf" (SMB 206, TSB E 58) eller "Álvur kongur" (CCF 14) är en nordisk medeltida ballad med svenska och färöiska varianter, som grundar sig på samma legendariska berättelse som den isländska fornaldarsagan Hálfs saga ok Hálfsrekka,  från förkristen tid. Två olika handskrifter av denna ballad återfinns i Kungliga biblioteket, och somliga dialektala ord tycks tyda på att balladen sjungits i sydvästra Sverige före den skrivits ner. 
Den nordiske guden Oden tilltalas med ett tillnamn som har väckt vetenskapligt intresse, då han kallas för Oden Asagrim, vilket betyder "Oden, Asarnas ledare ". Suffixet -grim är ett praktiskt taget unikt ord för "ledare" som annars endast är belagt på runstenen Sö 126, dock i den tidigare formen grimʀ. Ordet finns alltså inte som ett substantiv i betydelsen "ledare" i några västnordiska källor. På fornnordiska är den grundläggande betydelsen av adjektivet grimmr (svenska: grym) "hjärtlös, strikt, ond", och står i avljudsförhållande med gramr vilket innebär både "vrede" och "kung, krigshövding". 

## Sammanfattning
Balladen börjar med att Herr Alfs fru, Åsmunds dotter, vaknar ur en mardröm. Hon säger till sin man att hon i drömmen sett honom, tillsammans med sitt följe, brinna inne i ett hus på hennes faders gård.
Herr Alf säger till sin maka att hon inte skall oroa sig, utan istället gå och lägga sig. Dagen efter rider Herr Alf till sin svärfar, kung Åsmund, med sitt följe och beder kungen om ett hus där de kan tillbringa natten. Kung Åsmund berättar för dem att de kan sova i ett hus i trädgården. 
Kungen vädjar sedan till Oden:
| Hielp nu Odin Asagrim Jagh tränger nu till tig kalla, At jag må vinna her stolten Alf, At jagh blir utan skade. |

Oden svarar att kung Åsmund skall bomma igen husdörren och tända eld på dess gavlar, för att på så sätt oskadd besegra Herr Alf.
Herr Alf dör i elden, men några av hans följeslagare överlever, och mot slutet av balladen beslutar de att ta hämnd och dräpa kung Åsmund, då han vägrat gälda mansboten — enligt medeltida lagar det typiska straffet för ett sådant förakt. 

## Motsvarigheter i andra språk
Balladens finns också på färöiska, och dess innehåll behandlas mer utförligt i den isländska Hálfs saga ok Hálfsrekka.